# 曾田文笔塔
曾田文笔塔，位于中国广东省河源市东源县曾田镇玉湖村，为东源县的一个县级文物保护单位，类型为古建筑，公布时间为1986年3月。
曾田文笔塔的历史年代为清代。